# Henri Joulie
Henri Joulie est  un architecte français, né le 29 mai 1877 à Valence (Drôme) où il est mort le 1er septembre 1969. Il a principalement œuvré dans la Drôme, en particulier dans sa ville natale où on lui doit plusieurs immeubles dont le « 1 rue des Alpes » et le « 72 avenue Victor-Hugo ».

## Biographie
Ses fils Michel et Jean-Pierre seront eux aussi architectes ainsi que ses  petits fils Matthieu Joulie qui travaille à Versailles et Thomas Joulie qui travaille à Valence.

## Œuvres
- Il a réalisé la chapelle de l’hôpital Sainte-Marie à Privas. La construction a commencé en 1936 sous la responsabilité d'Henri Joulie. Après un arrêt des travaux pendant la guerre, la chapelle a été ouverte au public en 1947. Le maître verrier Louis Barillet réalisa les vitraux et Carlo Sarrabezolles la statuaire intérieure[3]. Ce dernier réalisa les sculptures ornant le chœur et le chemin de croix. Derrière l’autel, l’Assomption de la Vierge montre Marie s’élevant vers le ciel.
- Il a notamment construit l'église Sainte Catherine à Valence en 1965.

Il a participé à la réalisation de nombreux monuments aux morts :
- Le Monument aux morts de Valence au parc Jouvet. Il s'agit d'un cénotaphe dont la sculpture a été réalisée par Gaston Dintrat et la conception générale par Henri Joulie[4].
- Le monument aux morts à Saint-Pantaléon-les-Vignes inauguré en 1922[5].
- Le monument aux morts de Chabeuil réalisé avec Jean-Baptiste Larrivé, grand prix de Rome en 1904.

- Il réalisé de nombreux immeubles en particulier à Valence[6].

## Distinction
- Prix de Rome d'architecture.
- Architecte des monuments historiques de la Drôme et de l'Ardèche en 1920.